# Марфа (Тестова)
Марфа (Тестова) (в миру Марфа Тимофеевна Тестова; 1883, д. Арга, Темниковский уезд, Тамбовская губерния, Российская империя — 26 апреля 1941, Спасское отделение Карлага, КазССР, СССР) — инокиня, прославлена в лике святых Русской православной церкви в 2002 году как преподобномученица. Память святой — 13 апреля по юлианскому календарю (26 апреля по новому стилю) и в Соборах новомучеников и исповедников Российских, Нижегородских и Дивеевских святых.

## Биография
Марфа Тимофеевна Тестова родилась в деревне Арга Темниковского уезда Тамбовской губернии в 1883 году, в крестьянской семье. В 1914 году попала в Дивеевский женский монастырь, где уже жила её родная сестра Пелагия. Марфа приняла постриг с сохранением мирского имени. После Революции и закрытия монастыря, Марфа поселилась в селе Развилье Нижегородской губернии. 
18 ноября 1937 года монахиня Марфа была арестована. Обвинялась в «систематической контрреволюционной агитации, направленной на дискредитацию советского правительства и коммунистической партии». 13 декабря 1937 года тройка НКВД приговорила инокиню Марфу к восьми годам заключения в исправительно-трудовом лагере. В мае 1938 года была направлена в Карагандинский лагерь. Тяжёлые лагерные условия подорвали здоровье Марфы Тимофеевны, медицинской комиссией она была признана инвалидом и направлена в больницу при Спасском отделении Карлага. Марфа скончалась 26 апреля 1941 года в лагерной больнице селения Спасское и погребена на местном кладбище.

## Канонизация
7 октября 2002 года на заседании Священного синода РПЦ инокиня Марфа (Тестова) была причислена к лику святых новомучеников и исповедников Российских. Был установлен день её памяти — 13 (26) апреля.